# Never a Dull Moment (album de Rod Stewart)
Pour les articles homonymes, voir Never a Dull Moment.
Albums de Rod Stewart
Every Picture Tells a Story
(1971) Sing It Again Rod
(1973)
Never a Dull Moment est le quatrième album studio de Rod Stewart, sorti en 1972. 

## Titres

### Face 1
1. True Blue (Rod Stewart, Ron Wood) – 3:32
2. Lost Paraguayos (Rod Stewart, Ron Wood) – 3:57
3. Mama You Been on My Mind (Bob Dylan) – 4:29
4. Italian Girls (Rod Stewart, Ron Wood) – 4:54

### Face 2
1. Angel (Jimi Hendrix) – 4:04
2. Interludings (A. Wood) – 0:40
3. You Wear It Well (Rod Stewart, Martin Quittenton) – 4:22
4. I'd Rather Go Blind (Billy Foster, Ellington Jordon) – 3:53
5. Twistin' the Night Away (Sam Cooke) – 3:13

## Personnel
- Rod Stewart : chant
- Ron Wood : guitare, basse
- Martin Quittenton : guitare
- Gordon Huntley : guitare
- Ray Jackson : mandoline
- Ronnie Lane : basse
- Spike Heatley : basse
- Pete Sears : piano, basse
- Ian McLagan : orgue
- Micky Waller : batterie
- Kenney Jones : batterie
- Neemoi Aquaye : congas
- Brian : accordéon
- Dick Powell : violon